# 쓰바사 (열차)
쓰바사 또는 츠바사(일본어: つばさ)는 1992년부터 동일본 여객철도가 운영하는 야마가타 신칸센에서 운행개시된 고속열차이다. 열차 등급을 표시하는 고유색은 주황색이다. 쓰바사의 경우 일본어로 날개를 의미하며 열차 등급을 표시하는 고유색은 주황색이다.

## 역사

### 일본국유철도시절
1961년 10월 1일에 도쿄 우에노에서 아키타까지 운행하는 특급열차로 신설했다. 1963년에 승객이 늘면서 7량으로 증결했다. 1968년에 다이야 개정으로 도쿄로 연장과 동시에 81계 차량으로 운행하기 시작했다. 1970년에 다야야 개정으로 하츠카리 열차에서 운행한 81계 차량이 증결되었다. 1971년에 12량으로 증결했다. 1973년에 도호쿠 신칸센, 조에쓰 신칸센 건설로 우에노로 단축되면서 열차 편성도 11량으로 감축되었다.
1975년 10월에 오우 본선의 전철화가 완료되면서 485계 차량을 도입했다. 1982년 도호쿠 신칸센의 개통과 동시에 다이야가 개정이 되었다. 1990년에 야마가타 신칸센이 건설되면서 센잔 선 경유로 변경되었다. 1992년에 야마가타 신칸센 개통과 동시에 폐지되었다.

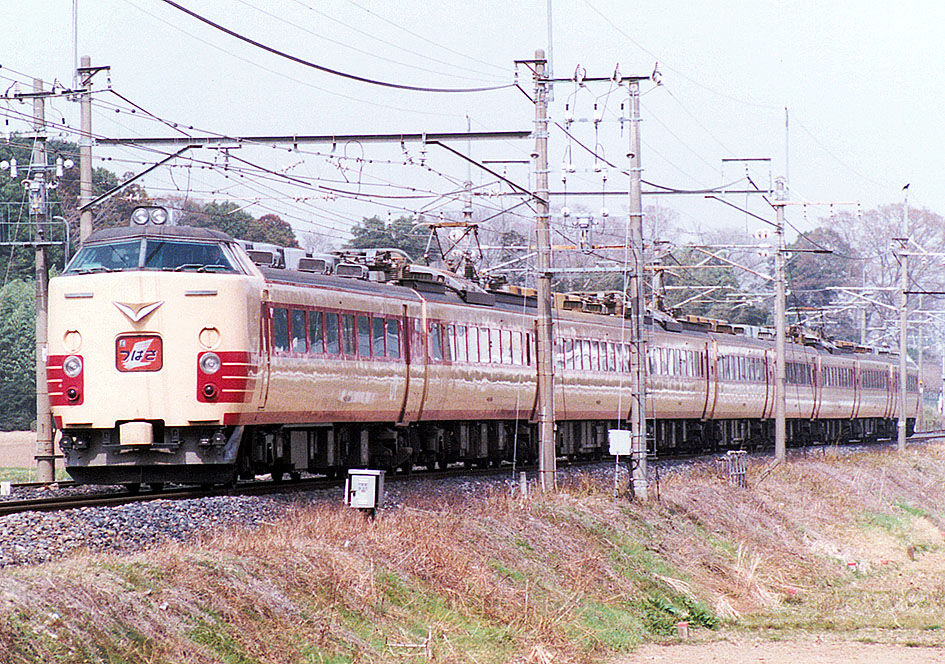
485계 차량

### 신칸센시절
1992년 7월 1일 야마가타 신칸센이 개통과 동시에 200계 차량과 중련 운행했다. 개통 초기에 400계 차량을 운용했다. 1995년에 6량으로 7량으로 증편되었다. 1998년에 오미야 ~ 후쿠시마간 무정차 노선을 왕복 4회로 증회되었다. 1999년에 4월부터 E4계 차량과 중련 운행을 시작했다. 같은 해 12월에 E3계 1000번대 차량이 도입했고 같은 해 신조까지 개통되었다.
2000년 12월에 왕복 22회 운행 시 E4계 차량으로 변경되었다. 2001년에 200계 차량과 중련 운행이 종료되었다. 2002년에 400계 차량 15호차에 금연이 시행되었다. 2007년에 전 좌석에 금연이 시행되었고 2008년에 E3계 2000번대 차량을 도입했다. 2010년에 고마워요 400계 쓰바사 18호(일본어: ありがとう400系 つばさ18号) 운행을 끝으로 400계 차량이 운행을 종료했다. 2011년 도호쿠 대지진으로 도호쿠 신칸센 전 노선이 운행이 중단되면서 야마가타 신칸센 구간만 운행했다가 같은 해 4월에 운행을 재개에 이어 같은 해 7월부터 정상 운행에 들어갔다.
2012년에 다이야 개정으로 E4계 차량에서 E2계로 중련 운행이 변경된데 이어 같은 해 9월에 다이야 개정으로 모든 열차가 최고 영업 속도 275km를 운행하게 되었다. 2014년 7월 19일부터 주말 및 공휴일로 한정해 토레이유 쓰바사(일본어: とれいゆつばさ)로 운행하기 시작했다. 2015년에 다이야 개정으로 야마가타 ~ 신조 구간에 한해 차내 판매를 종료되었다. 2017년 야마가타 신칸센 개업 25주년을 맞이해 임시열차를 운행했다.

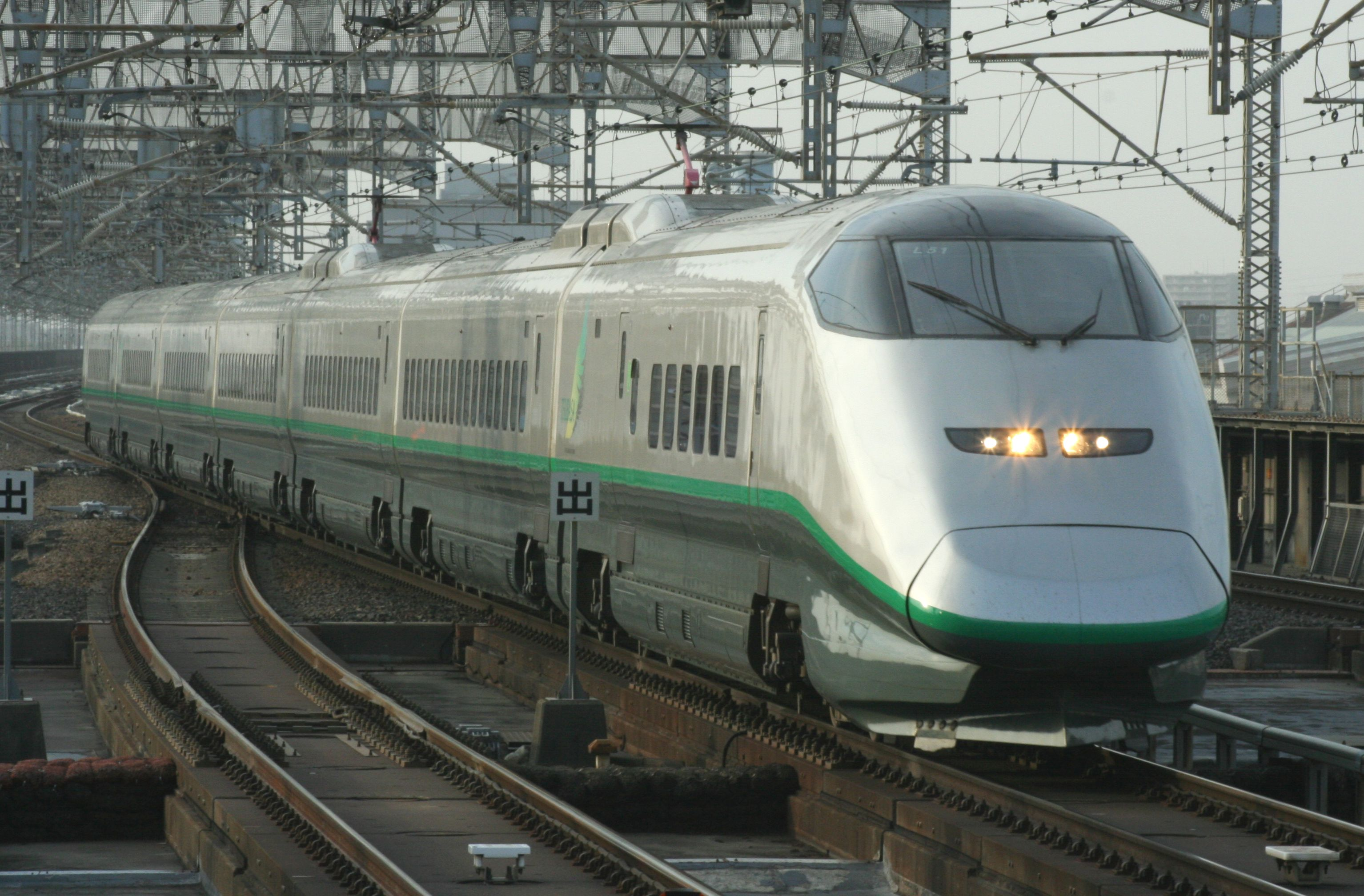
신칸센 E3계 1000번대
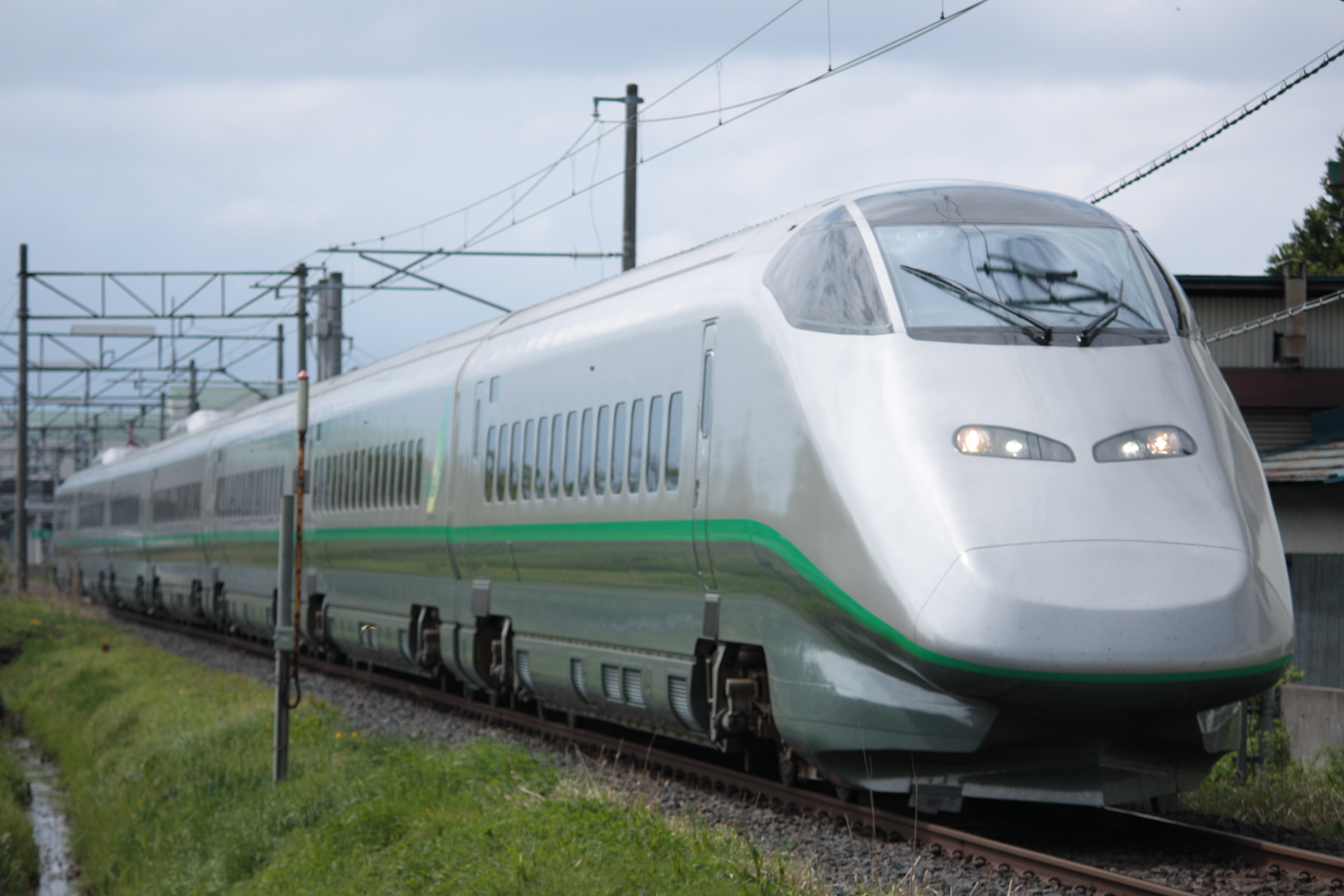
신칸센 E3계 2000번대
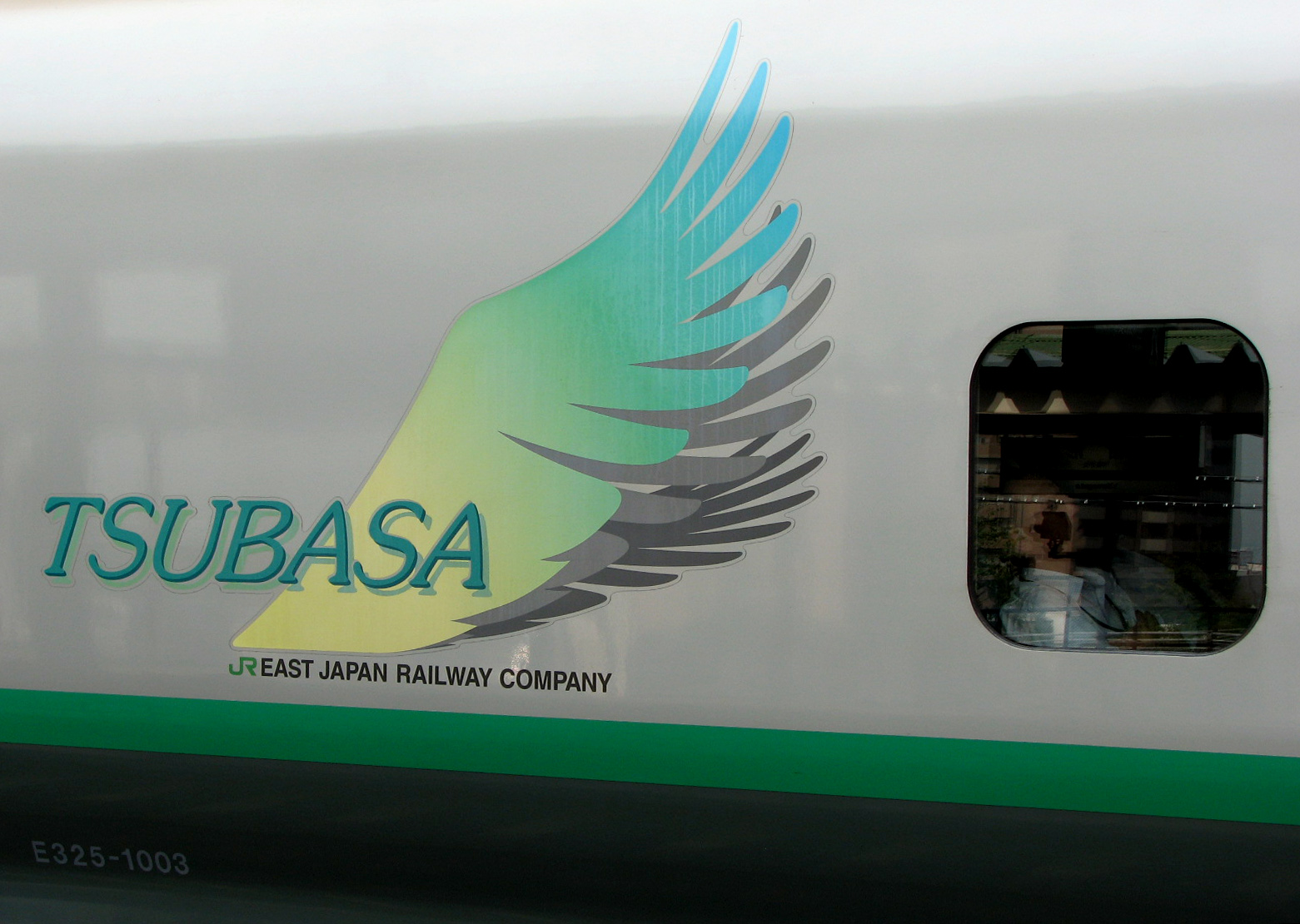
쓰바사 구도색 마크
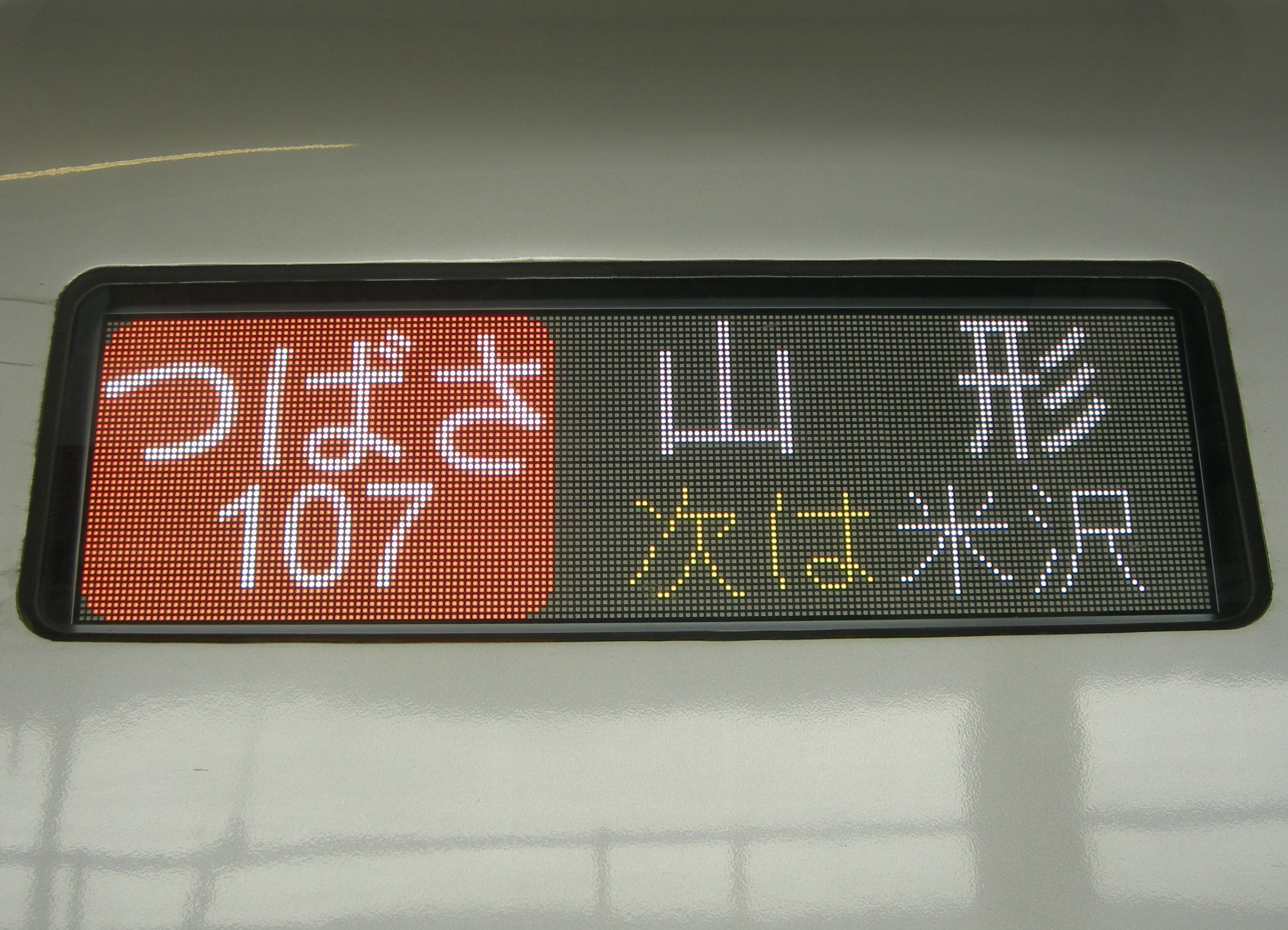
쓰바사 E3계 행선지

## 기타 유형

### 토레이유 쓰바사
토레이유 쓰바사(일본어: とれいゆつばさ)는 2014년에 운행하기 시작한 관광열차로 후쿠시마 ~ 신조를 운행한다. R18호의 경우 2002년에 도입해 아키타 신칸센에서 운용했으나 E6계의 도입되면서 야마가타 신칸센 노선에 투입하기 위해 차량 전면보수와 디자인 변경을 통해 운행하기 시작했다. 이 열차의 디자인은 오쿠야마 켄이 했으며 차량 정원은 143명이다. 11호차의 경우 2+2 좌석으로 구성되었고 12호차부터 14호차까지 일본식 좌석이 구성되었고 15호차의 경우 라운지 및 바코너 16호차의 경우 족욕이 가능한 시설로 구성되었다. 차량 노후화 문제로 2022년 3월 12일에 운행을 종료했다.

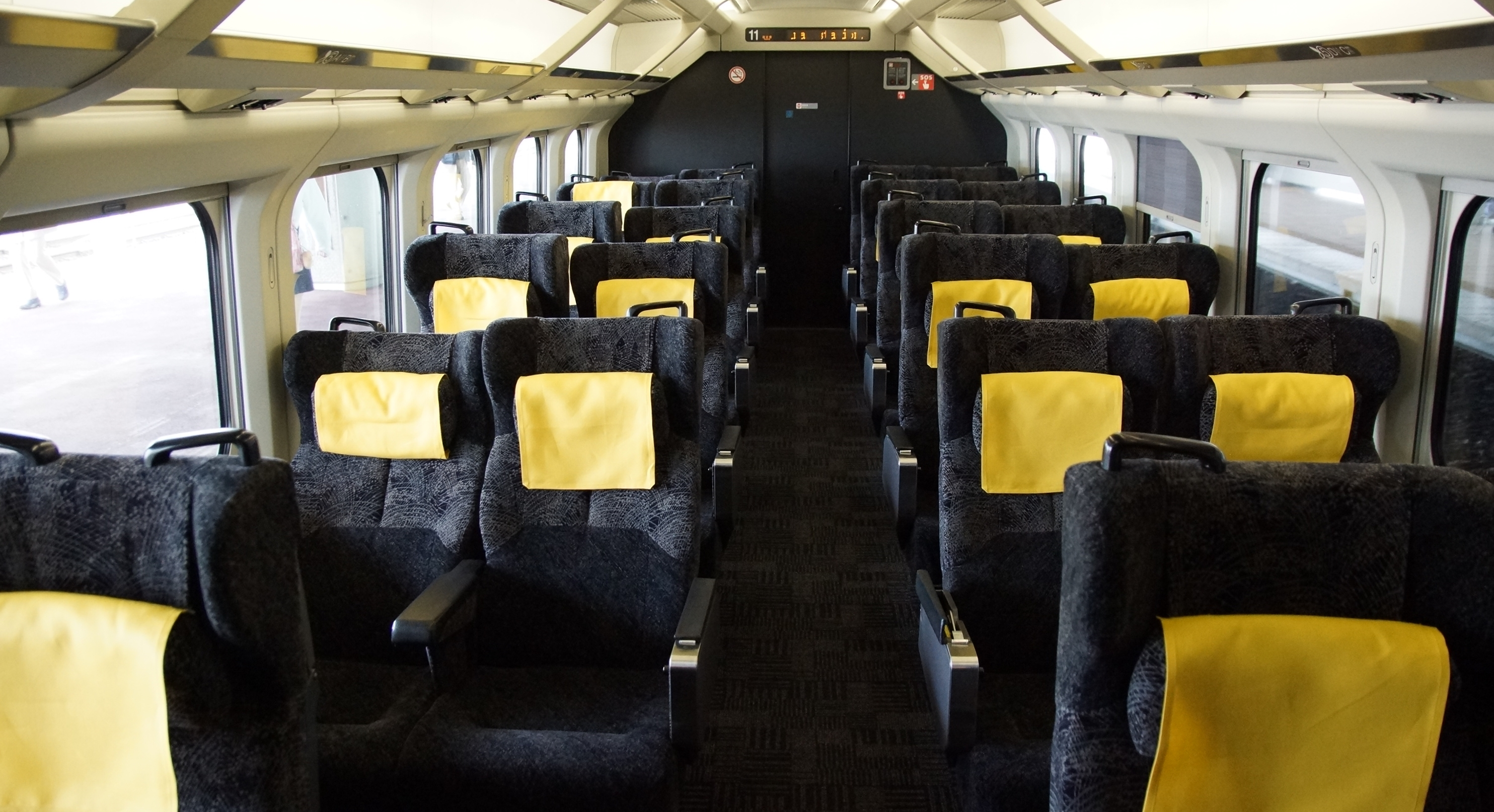
11호차 좌석
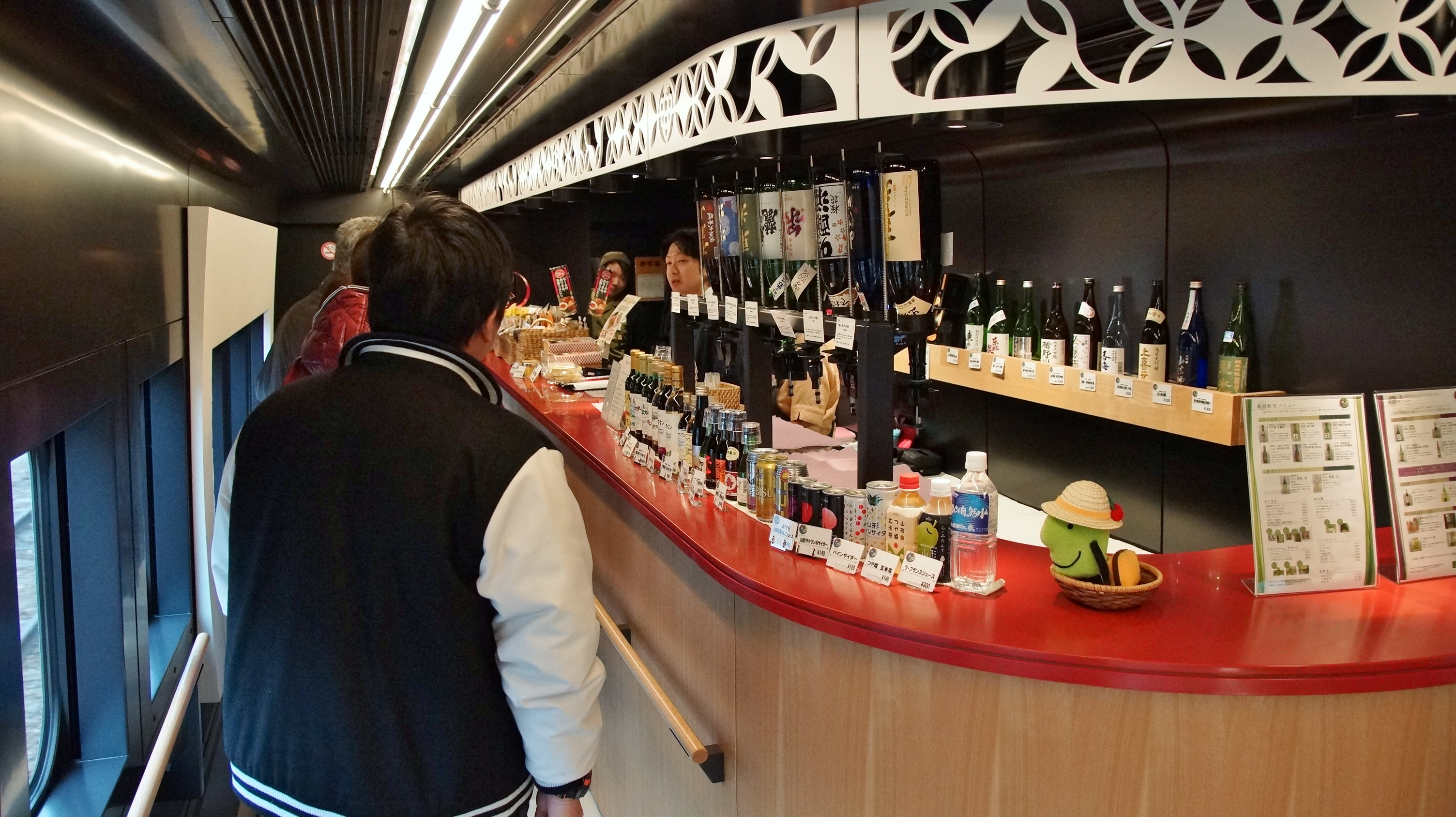
15호차 카페실
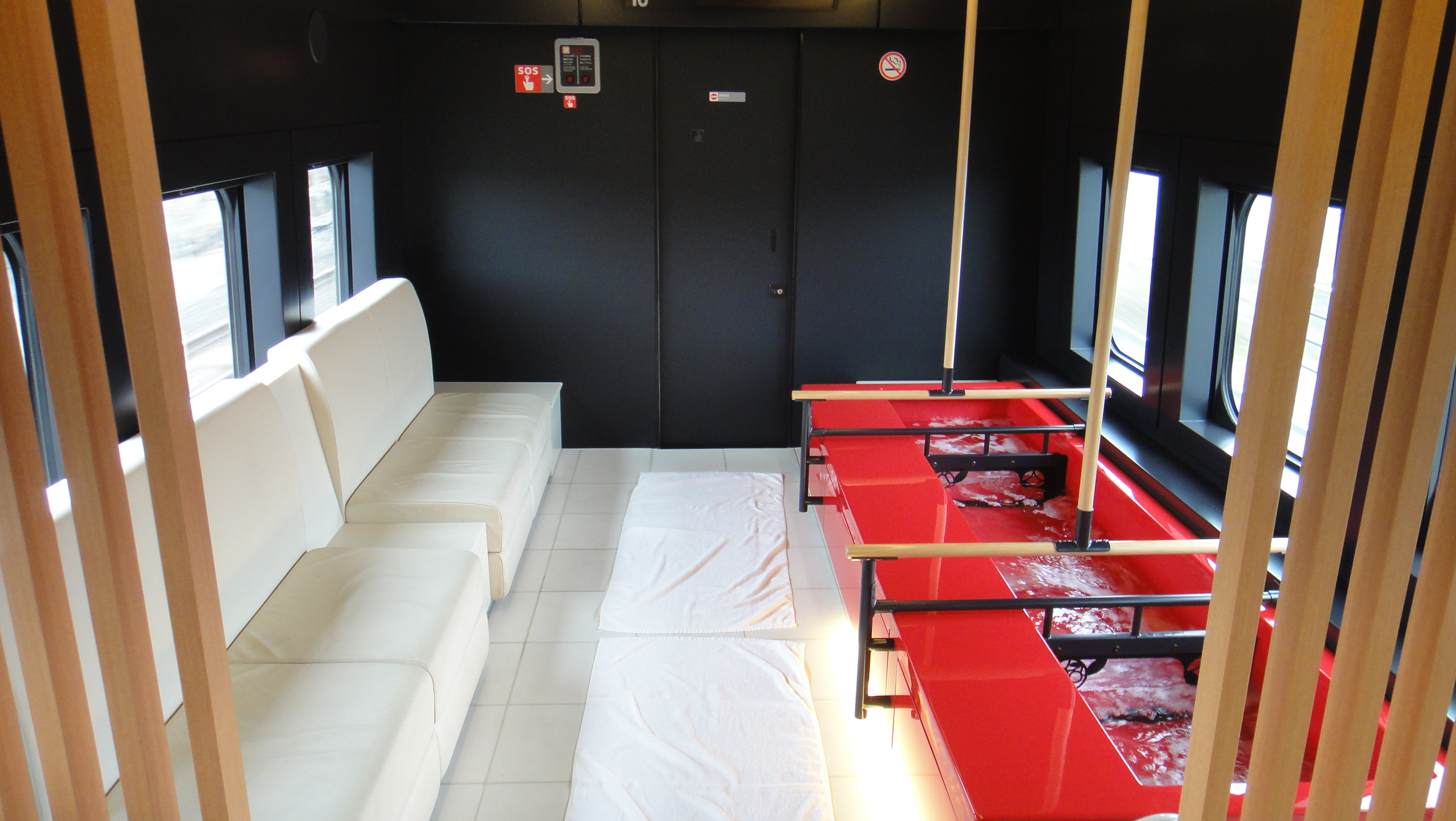
16호차 족욕

## 운행 현황
| 운행 노선         | 열차 번호     | 운행 구간       | 차량 | 비고                            |
| ----------------- | ------------- | --------------- | ---- | ------------------------------- |
| 도호쿠 & 야마가타 | 120호 ~ 160호 | 도쿄 ~ 신조     | E3계 | 일부 시간대 야마가타에서 시종착 |
| 도호쿠 & 야마가타 | 171호         | 야마가타 ~ 신조 | E3계 |                                 |

## 정차역
| 운행 횟수                      | 도쿄 | 우에노 | 오미야 | 오야마 | 우쓰노미야 | 나스시오바라 | 신시라카와 | 고리야마 | 후쿠시마 | 요네자와 | 다카하타 | 아카유 | 가미노야마온센 | 야마가타 | 덴도 | 사쿠란보히가시네 | 무라야마 | 오이시다 | 신조 | 비고                             |
| ------------------------------ | ---- | ------ | ------ | ------ | ---------- | ------------ | ---------- | -------- | -------- | -------- | -------- | ------ | -------------- | -------- | ---- | ---------------- | -------- | -------- | ---- | -------------------------------- |
| 하행 1회 상행 1회              | ●    | ↔      | ●      | ↔      | ↔          | ↔            | ↔          | ↔        | ●        | ●        | ↔        | ↔      | ↔              | ●        | ■    | ■                | ■        | ■        | ■    | 상행 1회 야마가타 시착           |
| 하행 2회 상행 2회              | ●    | ●      | ●      | ↔      | ●          | ↔            | ↔          | ●        | ●        | ●        | ↔        | ↔      | ↔              | ●        | ●    | ●                | ●        | ●        | ●    |                                  |
| 하행 6회 상행 6회              | ●    | ●      | ●      | ↔      | ●          | ↔            | ↔          | ●        | ●        | ●        | ↔        | ●      | ●              | ●        | ■    | ■                | ■        | ■        | ■    | 하행 2회, 상행 2회 야마가타 시착 |
| 하행 7회 상행 7회              | ●    | ●      | ●      | ↔      | ●          | ↔            | ↔          | ●        | ●        | ●        | ●        | ●      | ●              | ●        | ■    | ■                | ■        | ■        | ■    | 하행 6회, 상행 4회 야마가타 시착 |
| 하행 1회                       |      |        |        |        |            |              |            |          |          |          |          |        |                | ●        | ●    | ●                | ●        | ●        | ●    | 하루 1회 왕복 운행               |
| ●＝정차；■＝일부 정차；↔＝통과 |      |        |        |        |            |              |            |          |          |          |          |        |                |          |      |                  |          |          |      |                                  |

## 운행 열차

### 현재 운행하는 열차
- E3계 1000번대 (7량 편성)
- E3계 2000번대 (7량 편성)
- E8계

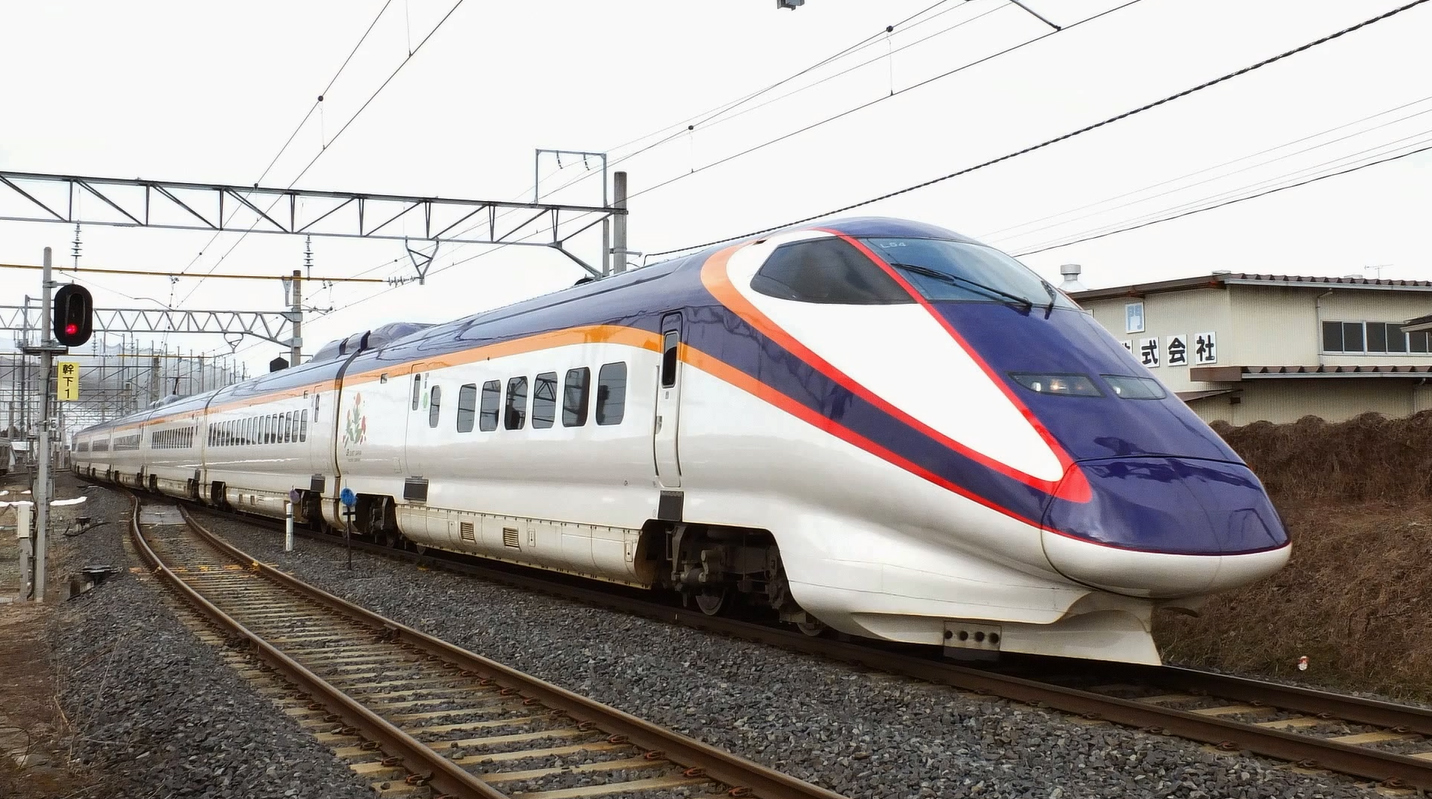
신칸센 E3계 1000번대
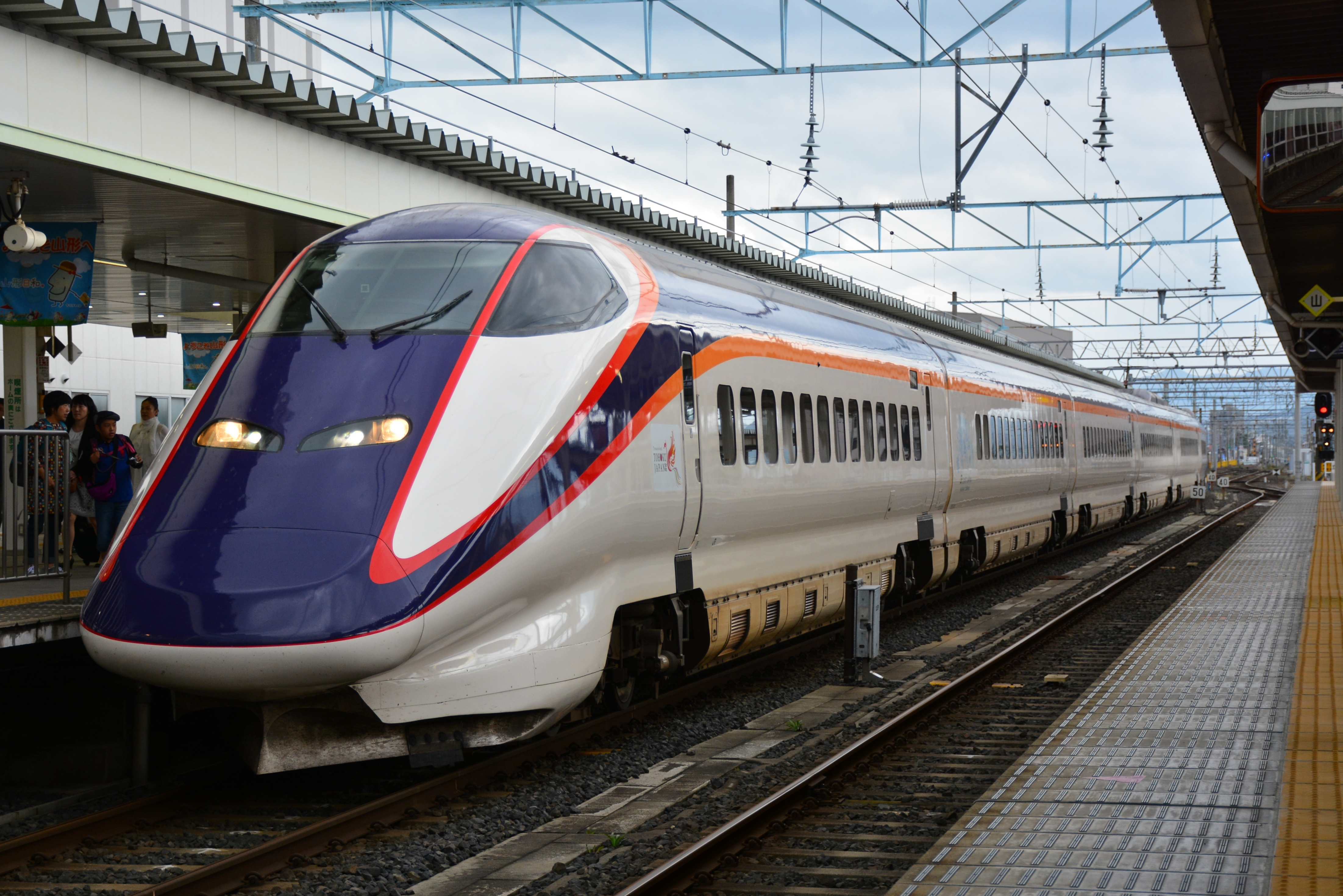
신칸센 E3계 2000번대
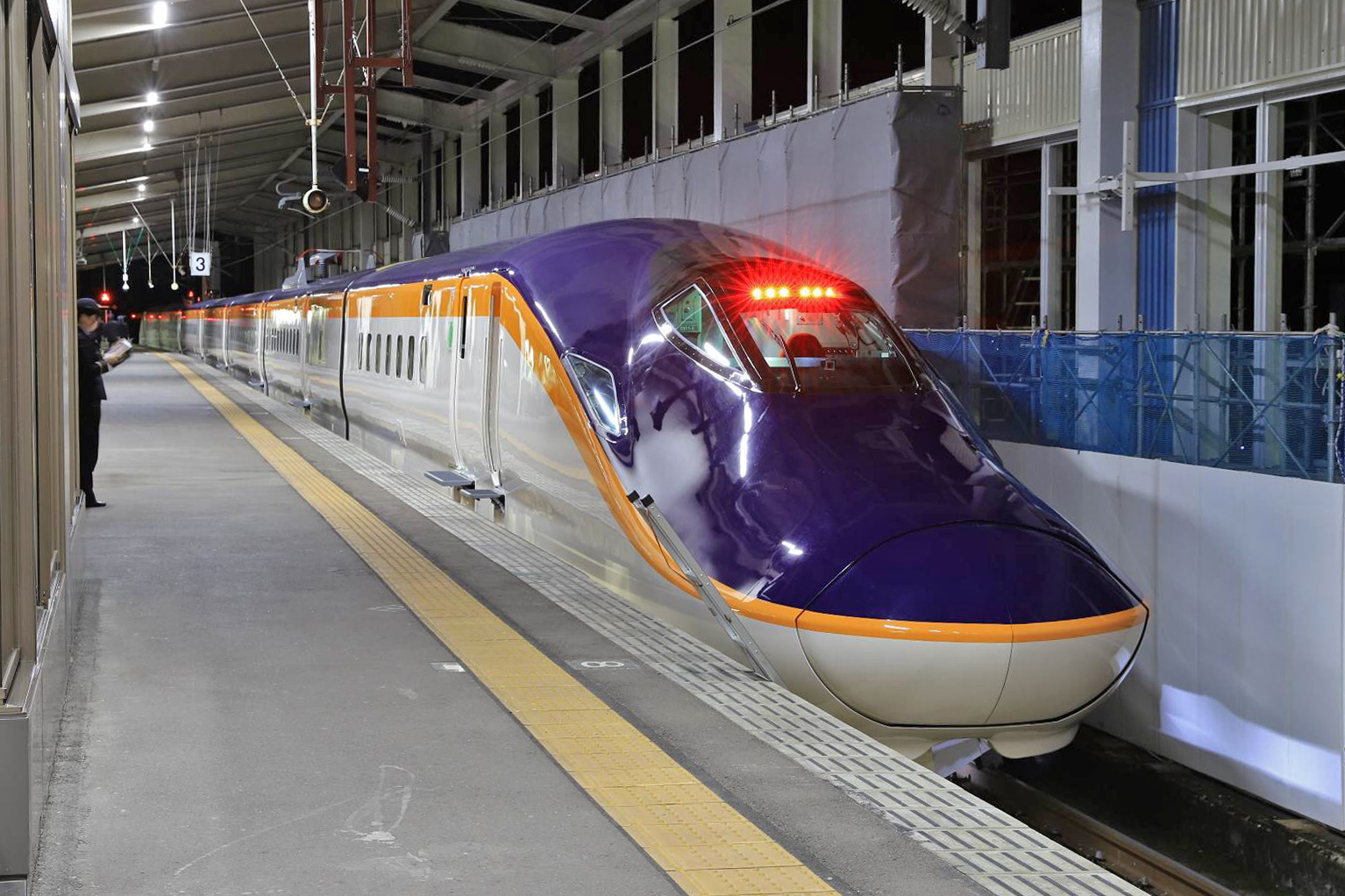
신칸센 E8계

### 퇴역 및 과거 운행 열차
일본국유철도 시절
- 485계

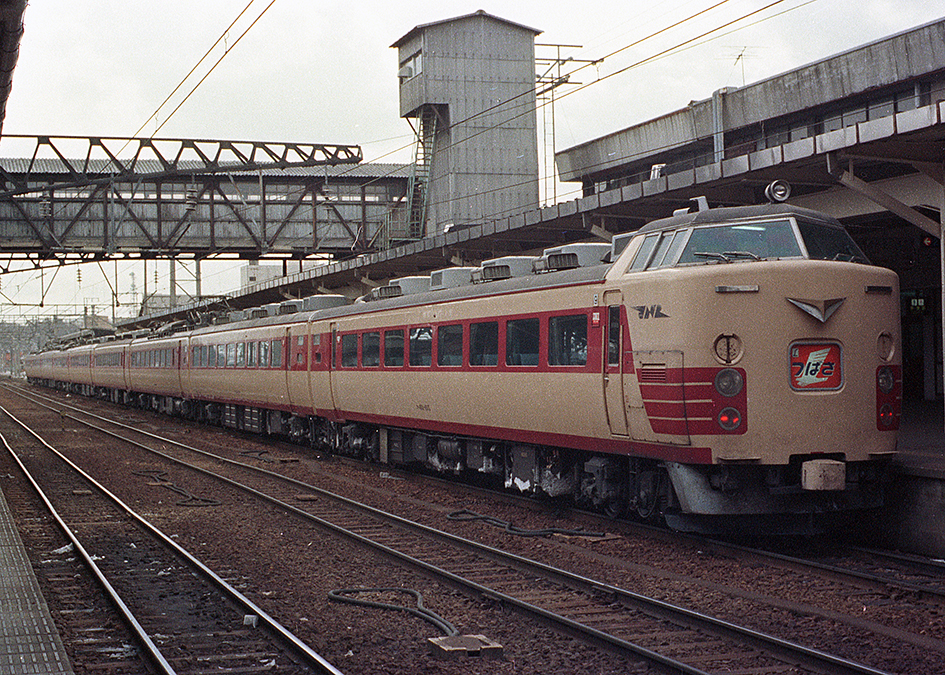
485계
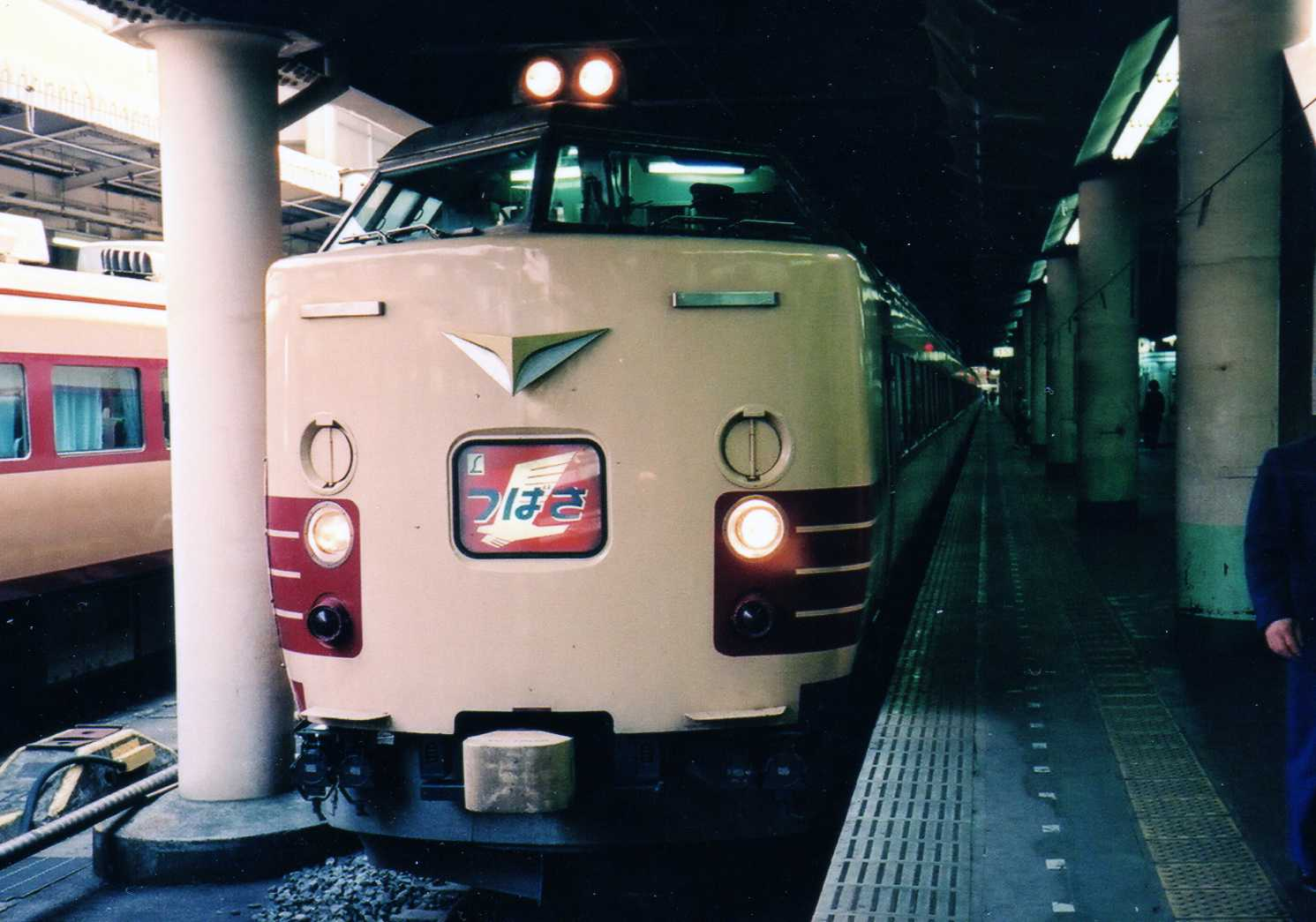
485계

신칸센 시절
- 400계 (2010년까지 운행)
- E3계 700번대 (6량 편성, 토레이유 쓰바사)

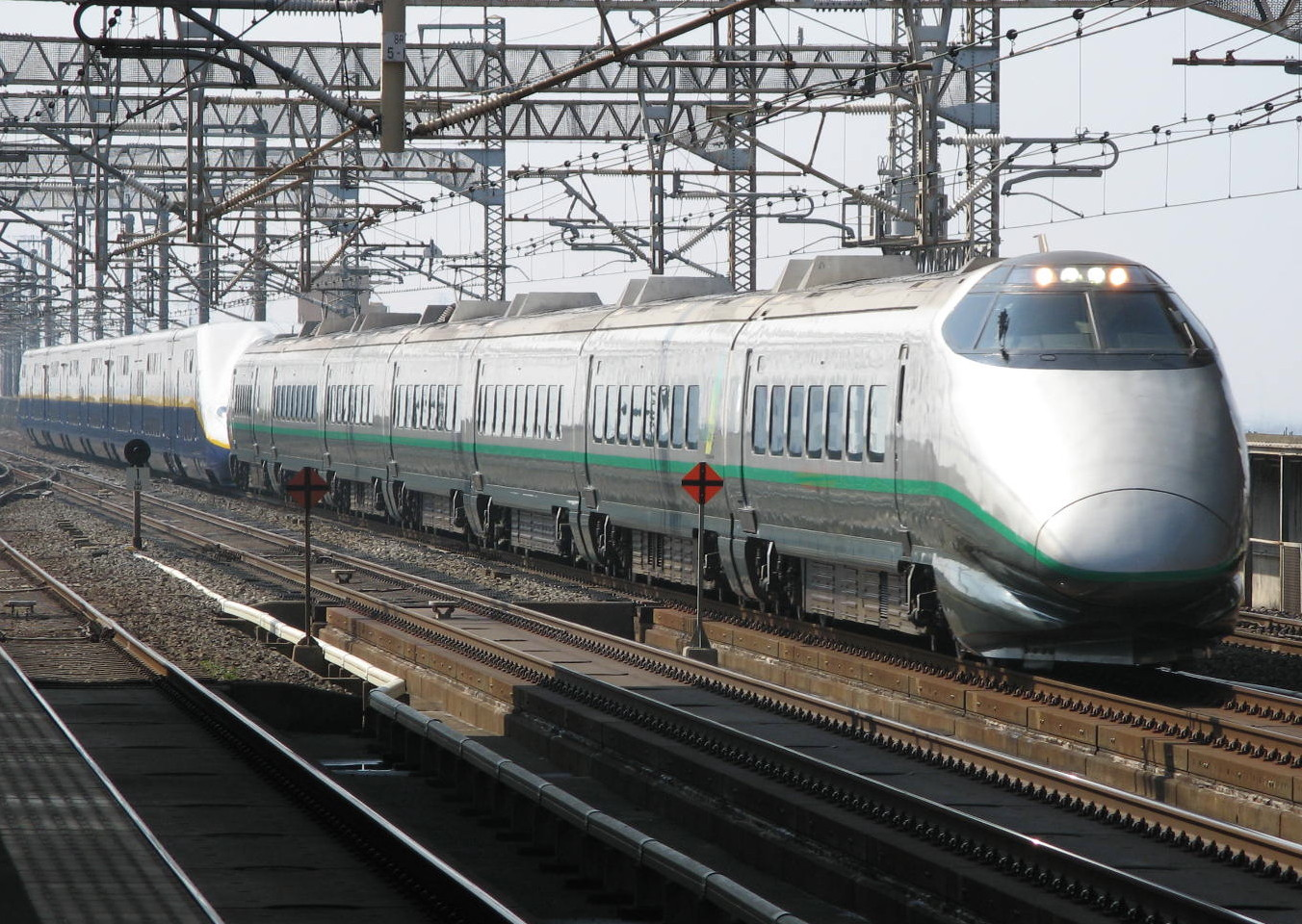
신칸센 400계
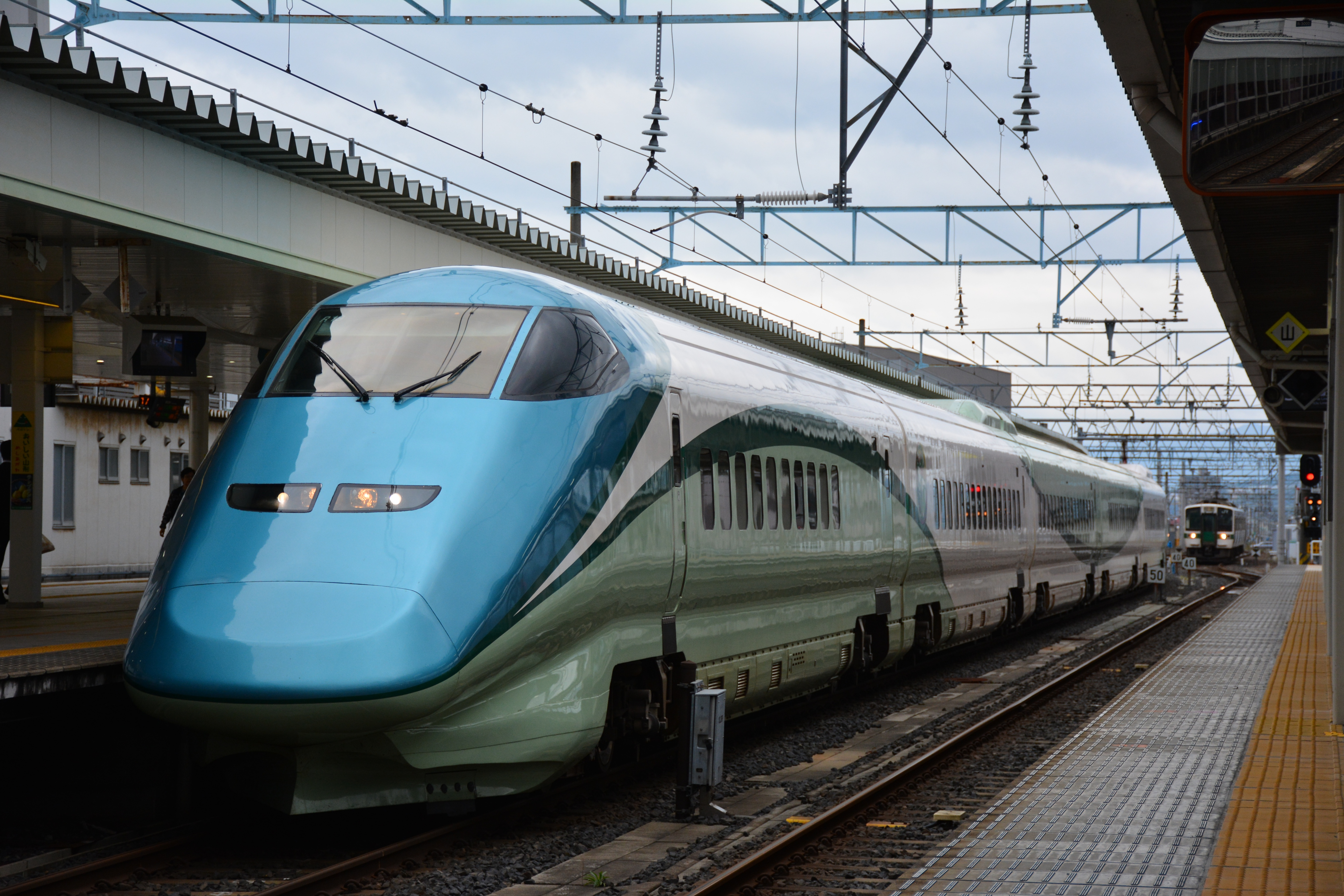
신칸센 E3계 700번대

## 객차 구성

### E3계
| 호차 | 11          | 12          | 13     | 14     | 15     | 16     | 17     |
| ---- | ----------- | ----------- | ------ | ------ | ------ | ------ | ------ |
| 좌석 | 그린차      | 지정석      | 지정석 | 지정석 | 지정석 | 자유석 | 자유석 |
| 시설 | 장애인 시설 | 장애인 시설 | 전화   |        |        | 전화   |        |